# インテーザ・サンパオロ
インテーザ・サンパオロ（伊: Intesa Sanpaolo S.p.A.）は、イタリア・トリノに本拠を置く、ユーロ圏有数の銀行グループ。2007年1月、Banca Intesa S.p.A.とSanpaolo IMIの合併によって設立された。ウニクレディトと共に、イタリア最大規模の金融機関となっている（総資産で2位、店舗数で1位）。イタリア証券取引所上場企業（BIT: ISP）。イタリア銀行株の25％以上を保有している。

## 沿革
Banca Intesa S.p.A.は、1823年設立のCassa di Risparmio delle Provincie Lombardeに起源を持つ。1991年に旧アンブロシアーノ銀行を吸収してCariplo S.p.A.となり、その後Banca Commerciale Italiana の買収をすすめ、2003年にBanca Intesa S.p.A.となった。Sanpaolo IMIは、Istituto Bancario San Paoloと1931年創業のBanca IMIが1998年に合併することで設立された。
両社の合併後も事業再編は続き、2007年中にグループ内のCassa di Risparmio di Biella e Vercelliをモンテ・デイ・パスキ・ディ・シエナ銀行に売却、またフランスのクレディ・アグリコルがインテーザ・サンパオロの株を保有していたが、同社は2012年に全株式を売却した。2014年に、ヴェネツィアのCassa di Risparmio di VeneziaとカリャリのBanca di Credito Sardoを買収、2015年に、パルマで1488年に創業したBanca Monte Parmaを買収、2016年にはペーザロのBanca dell'Adriaticoを買収した。2020年7月、イタリア国内6位の銀行であったUBI Bancaの株式の70％を買収し傘下に加えた。
インテーザ・サンパオロは、イタリア国内のほか、中東欧地域を中心にグループ企業を持ち、スロバキアのVúb banka、クロアチアのPrivredna banka Zagreb、セルビアのBanca Intesa Beograd、アルバニアのIntesa Sanpaolo Bank Albania、ハンガリーのCIB Bankなどが子会社となっている。日本では、東京（日比谷マリンビル）に支店を持つ。